# Leicester Abbey

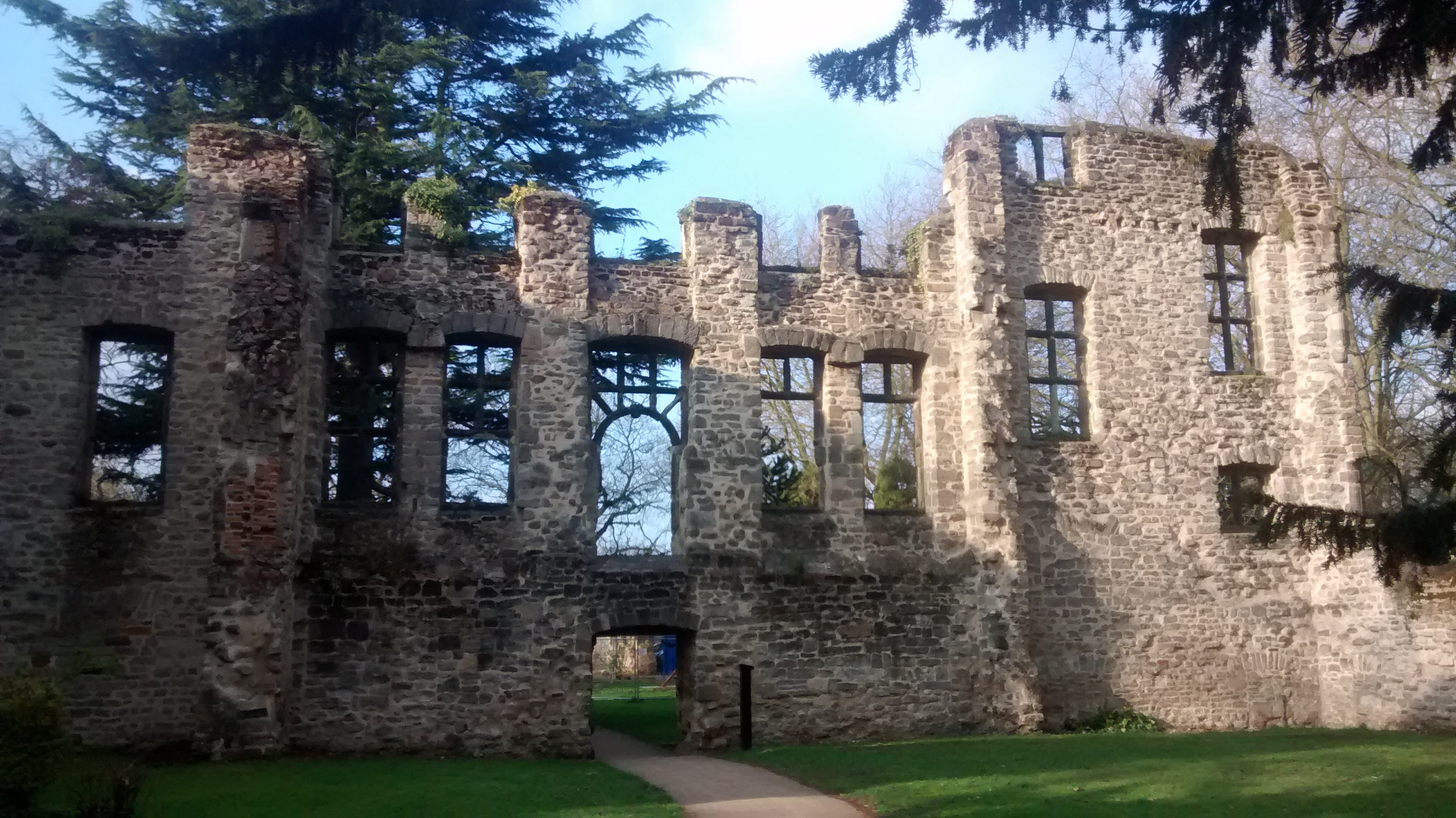
Ruiny opactwa w parku

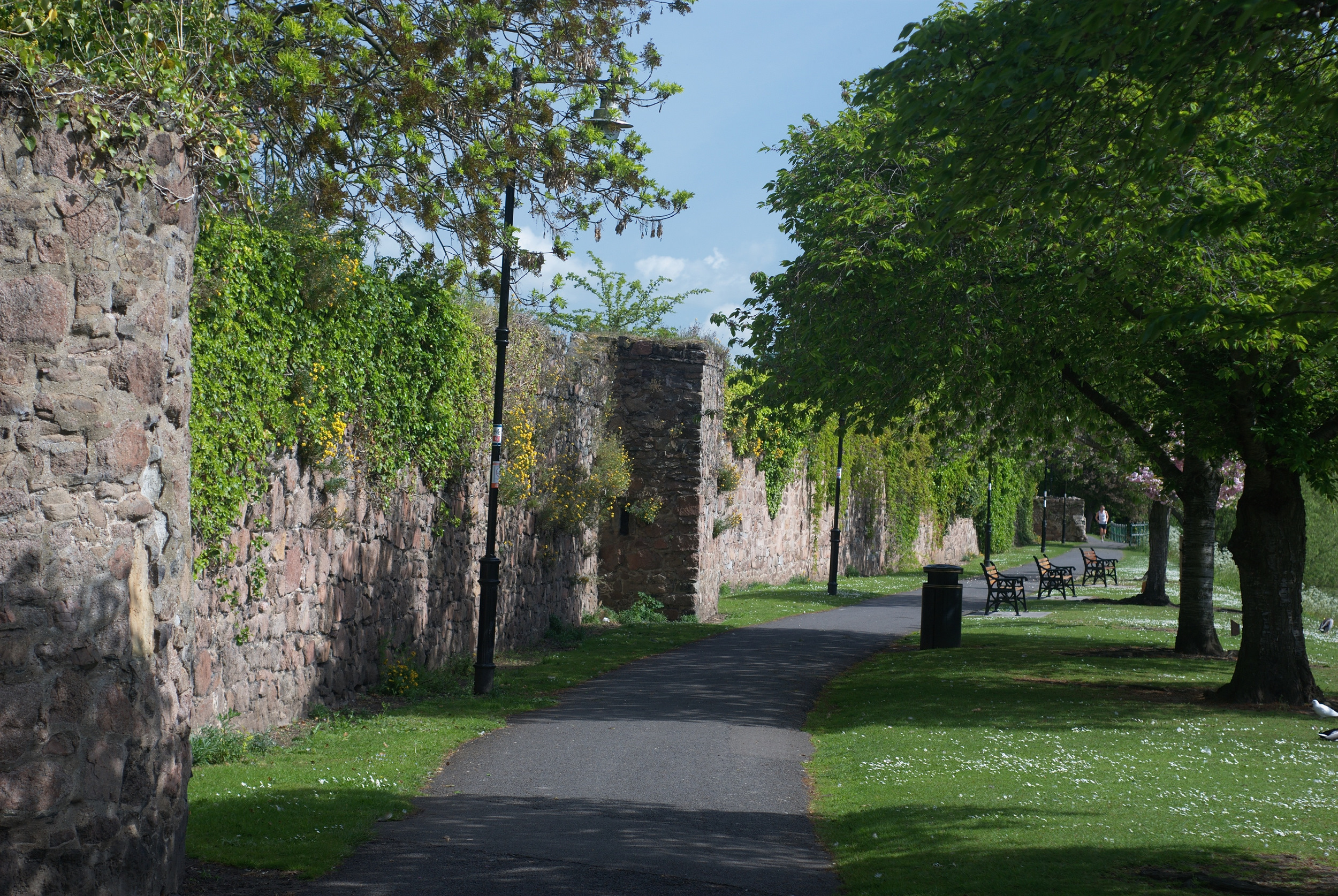
Leicester Abbey precinct east wall 2

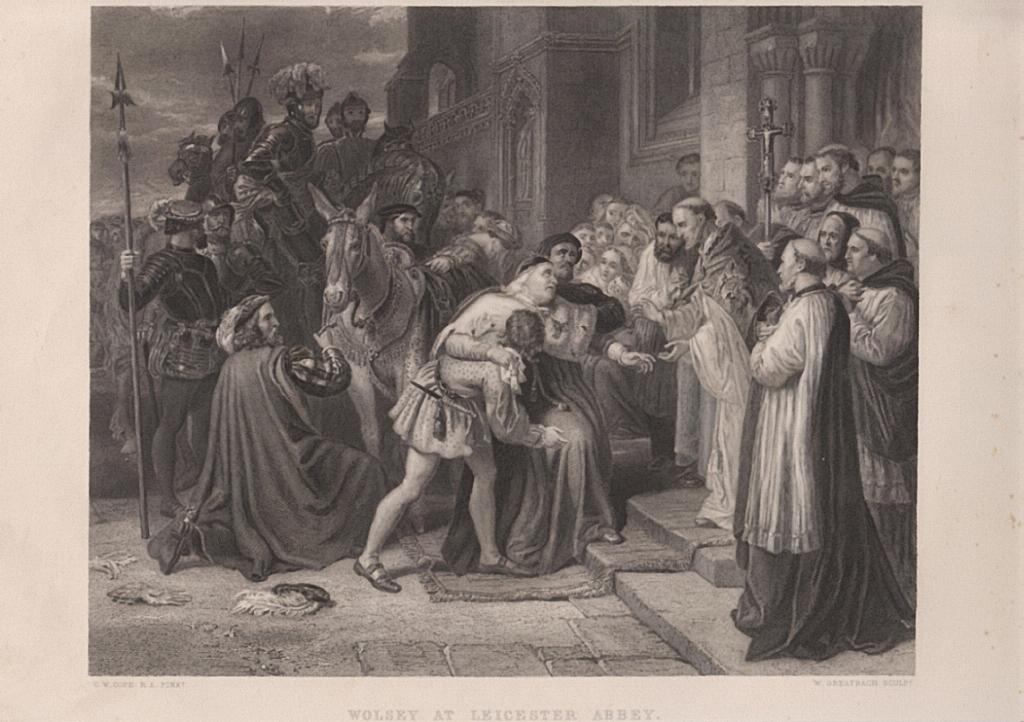
Kardynał Thomas Wolsey przybyły do opactwa

Leicester Abbey – ruiny klasztoru opactwa Santa Maria de Pratis założonego w pierwszej połowie XII wieku w mieście Leicester w Wielkiej Brytanii. Opactwo zgromadzenia Augustynian było jednym z największych w Anglii.
Klasztor został założony w 1143 roku przez Roberta de Beaumont jako wspólnota augustynianów. Opactwo trwało do końca 1520 roku, ostatecznie zamknięte w 1538 r. przez Henryka VIII.
Od 1931 roku teren opactwa i jego ruiny stanowią kulturę dziedzictwa narodowego Anglii.
Obok budynków i pozostałości po opactwie przepływa rzeka Soar. Leicester Abbey obecnie znajduje się na terenie Abbey Parku 2 km od centrum miasta.